# 니콘 (모스크바의 총대주교)

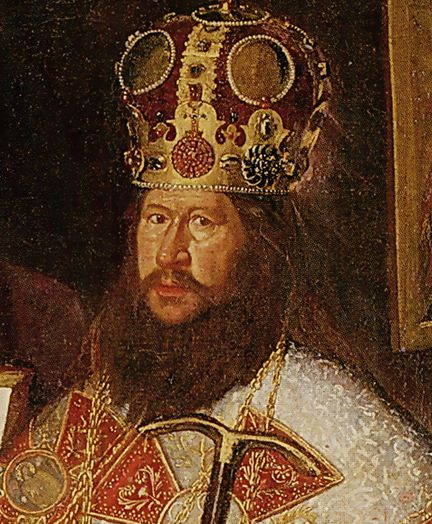

니콘(러시아어: Ни́кон, 본명: 니키타 미닌, Никита Минин, 1605년 5월 7일 ~ 1681년 8월 17일)은 모스크바의 제7대 총대주교이자 러시아 정교회의 모든 러시아 총대주교로, 1652년부터 1666년까지 공식적으로 봉사했다. 그는 웅변, 에너지, 경건함, 러시아의 차르 알렉시스와의 긴밀한 관계로 유명했다. 니콘은 보수주의자들 사이에서 인기가 없었던 전례 개혁을 포함하여 많은 개혁을 도입했다. 이러한 분열은 결국 러시아 정교회에서 라스콜(분열)로 알려진 지속적인 분열로 이어졌다. 수년 동안 그는 지배적인 정치적 인물이었으며 종종 차르와 동등하거나 심지어 차르를 압도하기도 했다. 1667년 12월, 니콘은 교회 관리들의 회의에서 재판을 받았고 모든 성직자의 직무를 박탈당했으며 단순한 승려의 지위로 전락했다.